# Bohdan Hrycaj
Bohdan Wiktorowycz Hrycaj (ukr. Богдан Вікторович Грицай; ur. 27 lutego 1995) – ukraiński zapaśnik startujący w stylu wolnym. Zajął siódme miejsce na mistrzostwach Europy w 2019. Brązowy medalista akademickich MŚ w 2016. Trzeci na MŚ U-23 w 2018 i MŚ kadetów w 2012 roku.